# 燕市立松長小学校
燕市立松長小学校（つばめしりつ まつながしょうがっこう）は、新潟県燕市舘野にあった公立小学校。
2024年3月をもって、燕市立小中川小学校への統合により閉校した。

## 沿革
- 1874年（明治7年）3月 - 第五中学校区第八小学校区打越校の分校として松橋校、長所校が開校[2]。
- 1899年（明治32年）12月 - 松橋校・長所校を統合し、松長尋常小学校として開校[2]。
- 1900年（明治33年）10月 - 現在地に新校舎を落成[2]。
- 1901年（明治34年）11月 - 町村合併に伴い、「第一松長小学校」に改称[2]。
- 1903年（明治36年）4月 - 「松長西尋常小学校」に改称[2]。
- 1925年（大正14年）4月 - 高等科を開設し、「松長西尋常高等小学校」に改称[2]。
- 1941年（昭和16年）4月 - 国民学校令施行に伴い、「松長村立松長西国民学校」に改称[2]。
- 1947年（昭和22年）4月 - 学校教育法施行に伴い、「松長村立松長西小学校」に改称[2]。
- 1954年（昭和29年）
  - 4月 - 町村合併に伴い、「燕市立松長西小学校」に改称[2]。
  - 10月 - 松長東小学校分離により、「燕市立松長小学校」に改称[2]。
- 1963年（昭和38年）7月 - 鉄筋コンクリート造の新校舎を落成（第一期）[2]。
- 1966年（昭和41年）11月 - 鉄筋コンクリート造の新校舎を落成（第二期）[2]。
- 1969年（昭和44年）11月 - 校歌を制定（作詞：山岸徳平、作曲：小出浩平）[2][3]。
- 2006年（平成18年）7月 - 校舎の耐震補強工事を実施[2]。
- 2024年（令和6年）
  - 3月 - 閉校記念式典を挙行予定。
  - 3月31日 - 閉校予定[1]。

## 教育目標
- 明るくたくましい松長の子ども
  - 考えを伝え合い 自ら学ぶ子（知）
  - 人を思いやり よく考え 自ら行動できる子（徳）
  - めあてをもち 健康づくりに励む子（体）

出典：